# Herenhuis in art nouveau
Herenhuis in art nouveau is een herenhuis gelegen te Esplanadeplein 19, Aalst. Het gebouw wordt erkend als monument door Onroerend Erfgoed.

## Geschiedenis
Het werd gebouwd in 1902, ontworpen door de Antwerpse architect L. Moonens (volgens de veilingcatalogus), voor apotheker en schepen Eugène-Valery De Valkeneer. L. Moonens was een leerling van Henry van de Velde. Het aanpalende huis, Apotheek Breckpot, was sinds 1896 bezit van De Valkeneer en werd wellicht ingericht door De Valkeneer als apotheek.

## Afbeeldingen

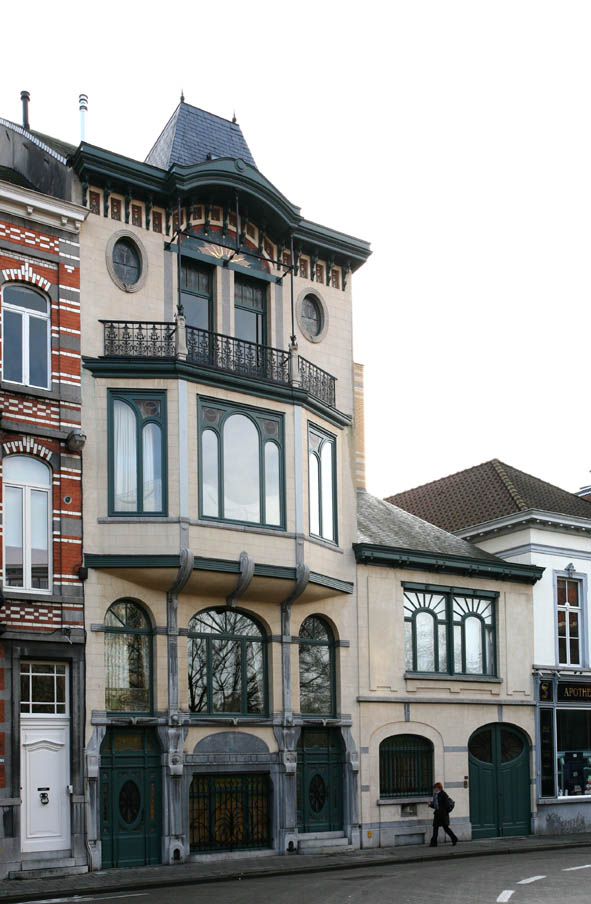
Het gebouw in 2009
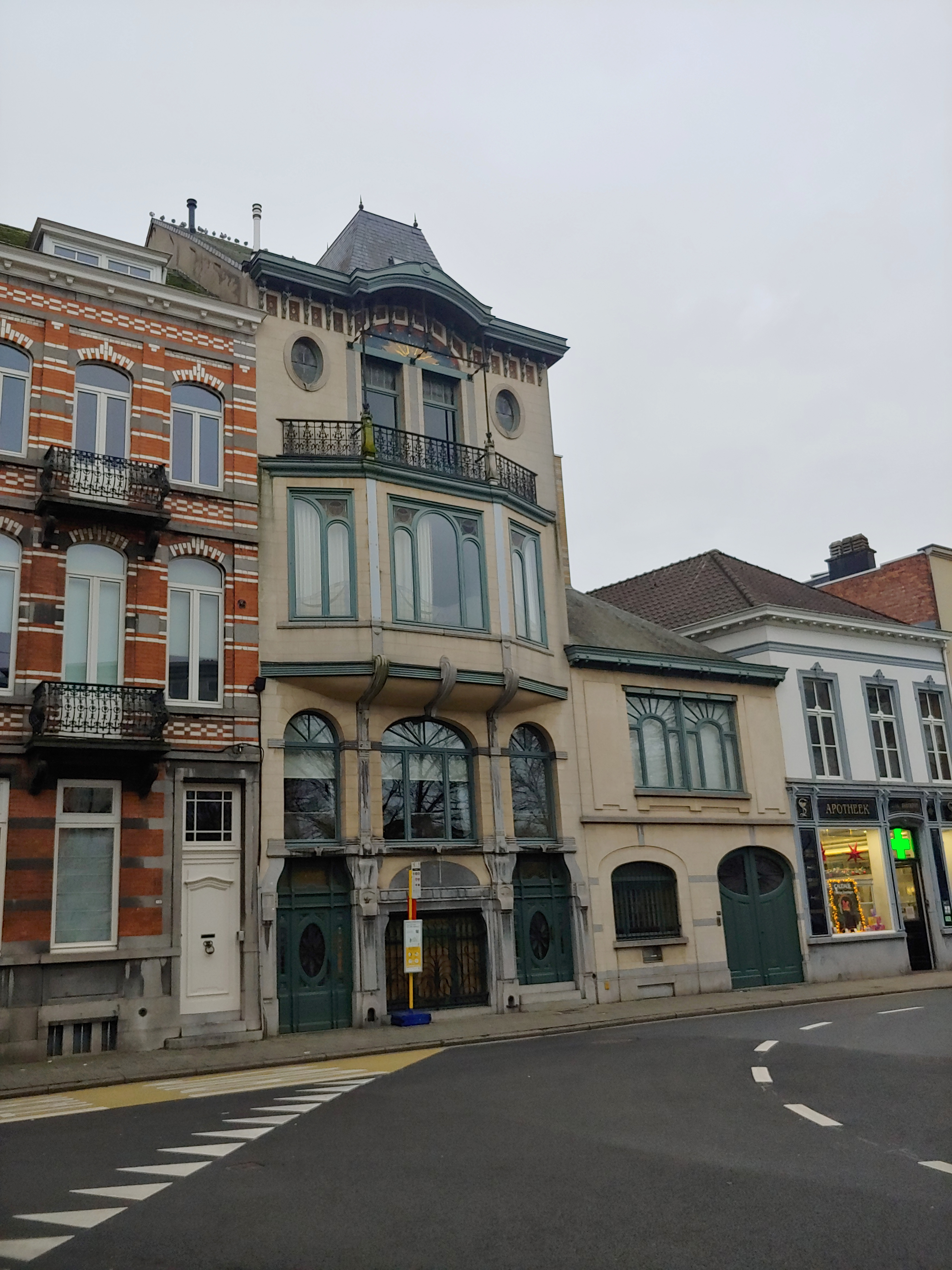
Het gebouw in 2023
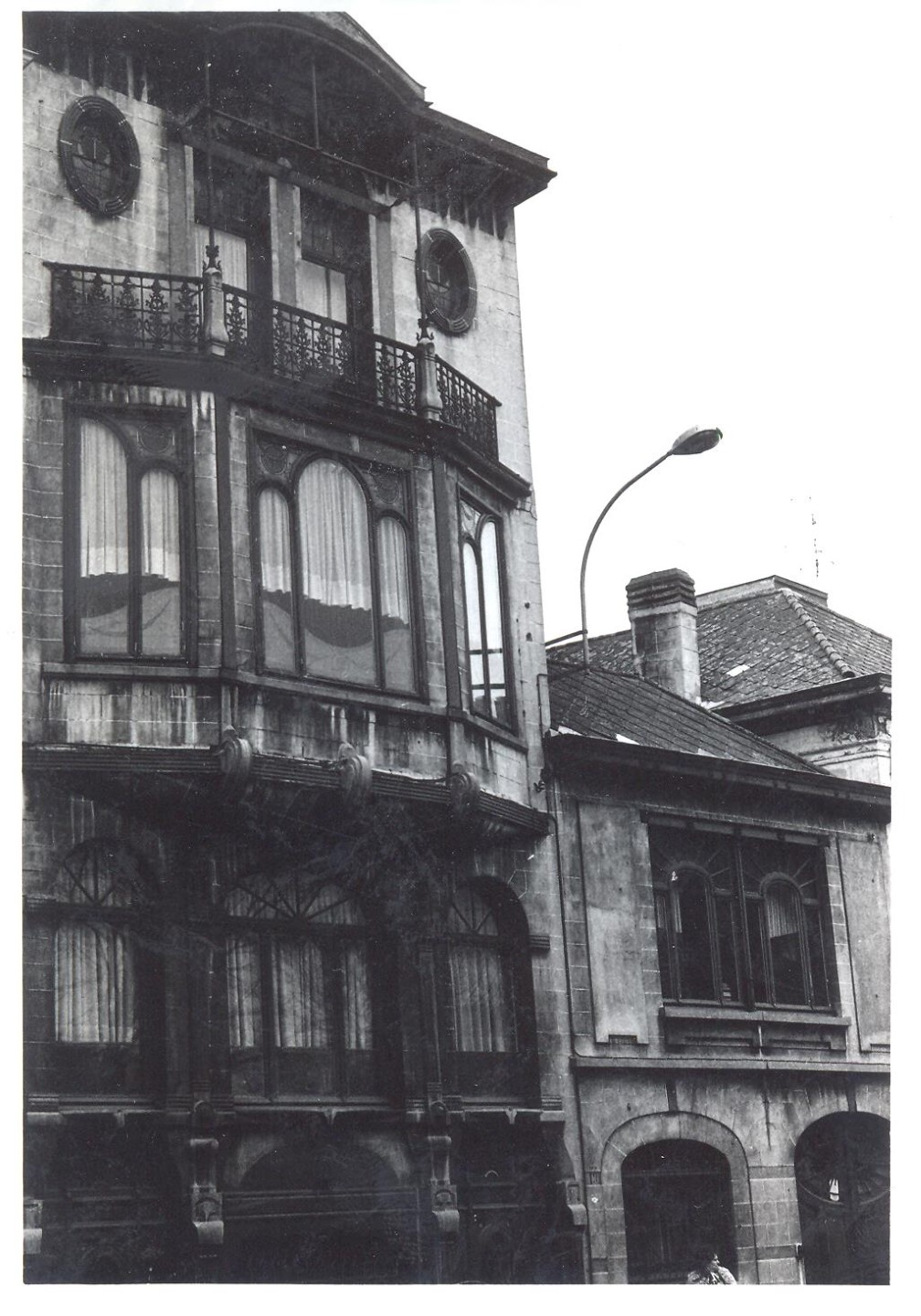
In 1975, voor de restauratie.